# Nanpanaspis microculus
Nanpanaspis microculus è un pesce agnato estinto, appartenente ai galeaspidi. Visse nel Devoniano inferiore (circa 415 - 417 milioni di anni fa) e i suoi resti fossili sono stati ritrovati in Cina.

## Descrizione
Questo pesce possedeva uno scudo cefalico ampio e caratteristico, dotato di due coppie di "alettoni" laterali larghi e ampi e di un processo rostrale corto e stretto. Come in tutti i galeaspidi, anche in Nanpanaspis era presente un'apertura mediana posta dorsalmente nello scudo cefalico; in Nanpanaspis essa era posizionata anteriormente rispetto alle due piccole aperture orbitali, e di forma ovale allungato in senso trasversale. Il sistema neurale presente sullo scudo cefalico includeva quattro canali neurali per lato. 

## Classificazione
Nanpanaspis è uno dei generi "classici" dei galeaspidi, descritto inizialmente nel 1965; per lungo tempo questo genere è stato di incerta attribuzione a causa delle peculiarità della forma del suo scudo cefalico, ma ricerche più recenti hanno indicato che Nanpanaspis potrebbe essere il genere eponimo della famiglia Nanpanaspididae all'interno dell'ordine Huananaspidiformes, o forse un membro della famiglia Huananaspididae. 
Nanpanaspis microculus venne descritto per la prima volta nel 1965 da Liu, sulla base di resti fossili ritrovati nella provincia di Yunnan, in Cina, in terreni del Devoniano inferiore. Altri fossili sono stati ritrovati sempre in Yunnan, in terreni coevi, e sono stati descritti nel 2017. 